# Knud Kastrup
Knud Peter Viktor Kastrup (7. januar 1898 i København – 17. oktober 1954 på Amager) var en dansk landsholdsspiller i fodbold.
I sin klubkarriere spillede Kastrup angriber i Frem med hvem han vandt det danske mesterskab 1923 efter en 2-1 sejer mod AGF. 1925 skiftede han til Fremad Amager som da spillede i KBU’s A-række. Han var med til at spille klubben op i den bedste række, Mesterrækken, i 1926.
Kastrup debuterede i en venskabskamp mod Tjekkoslovakiet 1923 i Prag som Danmark tabte 0-2. Han nåede fem landskampe og den sin sidste landskamp 1927 var en venskabskamp mod Norge i Oslo som Danmark vandt 1-0.